# 毛叶轮环藤
毛叶轮环藤（学名：Cyclea barbata）为防己科轮环藤属下的一个种。

## 扩展阅读
- 維基物種上的相關：毛叶轮环藤